# Antapani Tengah
Antapani Tengah is een bestuurslaag in het regentschap Kota Bandung van de provincie West-Java, Indonesië. Antapani Tengah telt 21.225 inwoners (volkstelling 2010).